# Zorro contro Maciste
Zorro contro Maciste es una película de 1963, dirigida por el italiano Umberto Lenzi y perteneciente al género péplum.

## Sinopsis
La acción transcurre en España, pocos días después de la muerte de Felipe II, rey de Navarra, que no ha tenido ningún hijo varón sino dos hijas, las princesas Isabel y Malva.
Entre ambas hay una gran rivalidad. Malva es cruel, ambiciosa y sin escrúpulos. En la certeza de que la elegida será Isabel, intenta apoderarse del testamento para sustituirlo por otro que le sea favorable y por ello contrata a Maciste con el encargo de que robe el documento.
Al mismo tiempo, Isabel, sospechando de alguna sucia maniobra, contrata con el mismo propósito al Zorro. Tras varios enfrentamientos entre el Zorro y Maciste, el testamento llega a las manos de este último, que a pesar de todo se da cuenta de las malas intenciones de Malva.